# 元觉街道
元觉街道是中华人民共和国浙江省温州市洞头区下辖的一个街道办事处。

## 行政区划
元觉街道下辖以下村级行政区划单位：
状元村、活水潭村、沙角村、花岗村、沙岗村、深门村和小北岙村。